# Шелюто Олександр Миколайович
Олександр Миколайович Шелюто (нар. 16 лютого 1937, Одеса) — український живописець; член Спілки радянських художників України з 1965 року. Син художника Миколи Шелюто, батько художника Андрія Шелюто.

## Біографія
Народився 16 лютого 1937 року в місті Одесі (нині Україна). 1958 року закінчив Одеське художнє училище, де навчався у Олександра Ацманчука, Леоніда Мучника, Тамари Єгорової.
Мешкає в Одесі в будинку на вулиці Великій Арнаутській, № 1.

## Творчість
Працює у галузі станкового живопису. Створює пейзажі, портрети, натюрморти. Серед робіт:
- «Маки» (1961);
- «Портрет студентки» (1963);
- «Портрет доярки Романової Ольги Петрівни» (1963);
- «Земля опалена» (1964—1965);
- «Картопля цвіте» (1972);
- «Зима. Дорога» (1973);
- «Іллічівський порт» (1980);
- «Алея. Бузок» (1998).

Учасник всеукраїнських виставок з 1961 року, всесоюзних — з 1965 року. Провів кілька персональних виставок, зокрема в Одеському музеї західного та східного мистецтва у 1987 році та численні групові виставки на території Сполучених Штатів Америки, Канади, Італії, Німеччини, Франції, Японії, Болгарії, Російської Федерації.
Роботи художника зберігаються в колекціях Одеського художнього музею, Музею сучасного мистецтва України у Києві, а також у приватних зібраннях Європи та Америки.